# Sandra Jankowiak
Sandra Jankowiak (ur. 12 stycznia 1996 w Szamotułach) – polska żeglarka, olimpijka z Paryża (2024).

## Życiorys
Sport żeglarski zaczęła uprawiać w wieku ośmiu lat. Trenowała także lekkoatletykę. W trójskoku zdobyła srebrny medal ogólnopolskiej olimpiady młodzież w 2013 i wicemistrzostwo Polski juniorek (U20) w 2014, a także halową wicemistrzynią Polski juniorek (U20) w 2014 i brązową medalistką halowych mistrzostw Polski (U20) w 2015, a jej rekord życiowy wynosił 12,20 m(25.01.2014).
W 2017 reprezentowała Polskę w żeglarskiej klasie 49erFX, zajmując na mistrzostwach Europy 41. miejsce, na mistrzostwach świata 50. miejsce (z Sarą Piasecką). Przerwała jednak karierę żeglarską i powróciła do niej w 2021, startując z Aleksandrą Melzacką. Wystąpiła na mistrzostwach Europy w 2021 (6. miejsce), 2022 (20. miejsce), 2023 (5. miejsce) i 2024 (4. miejsce) oraz mistrzostwach świata w 2022 (4. miejsce), 2023 (22. miejsce) i 2024 (10. miejsce), a także na igrzyskach olimpijskich w Paryżu (2024), zajmując 18. miejsce.
W 2020 ukończyła studia na Politechnice Poznańskiej.